# ألكسندر بيرغر
ألكسندر بيرغر (بالألمانية: Alexander Berger) (و. 1988  م) هو لاعب كرة طائرة، من النمسا، يلعب كضارب خارجي.

## روابط خارجية
- ألكسندر بيرغر على موقع الاتحاد الأوروبي (الإنجليزية)
- ألكسندر بيرغر على موقع Ligue Nationale de Volley (الفرنسية)
- ألكسندر بيرغر على موقع دوري الدرجة الأولى الإيطالي للكرة الطائرة - رجال (الإيطالية)